# برنهارد لوند
برنهارد لوند هو متسابق يخت نرويجي، ولد في 20 فبراير 1889 في دارمشتات في ألمانيا، وتوفي في 9 يناير 1968.

## وصلات خارجية
- برنارد لوند على موقع أوليمبيديا (الإنجليزية)